# 野田人車鉄道

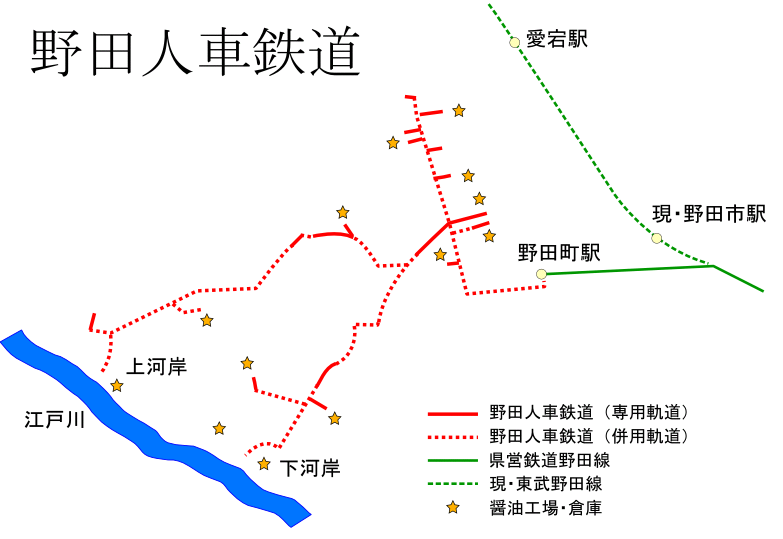
野田人車鉄道路線図

野田人車鉄道（のだじんしゃてつどう）は、千葉県東葛飾郡野田町（現・野田市）に1900年（明治33年）から1926年（大正15年）まで存在した人車軌道、およびその経営会社である。町内の工場と江戸川や野田町駅（現・野田市駅）とを結び、醤油の輸送を行なっていた。

## 概要

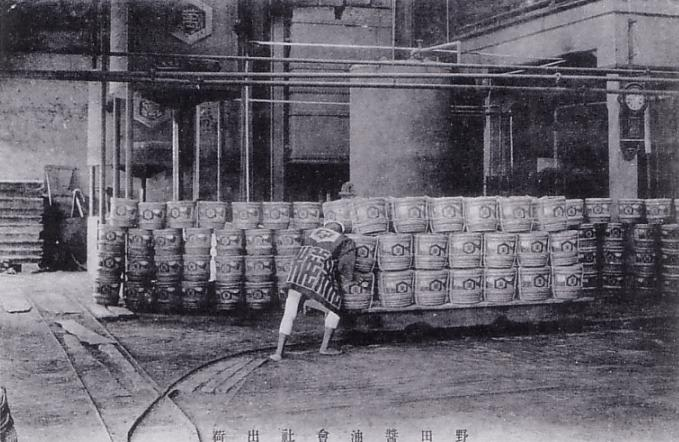
野田人車鉄道のトロッコを使用した醤油出荷の様子

野田は江戸時代から醤油醸造が盛んな土地であり、その出荷は上河岸と下河岸という2地点から江戸川の水運が使われていた。醤油工場から両河岸までの輸送は馬に依っていたが、1897年（明治30年）ごろになると、野田醤油醸造組合の中で、人車鉄道を整備することで工場 - 河岸間の輸送力を上げようという動きが起こる。こうして、1900年（明治33年）1月28日、資本金30,000円で野田人車鉄道株式会社が設立された。取締役社長は茂木七郎右衛門であり、本社は監査役の中川仲右衛門の自宅に置かれた。線路用地の買収などは地区の有力者があたったことからスムーズに進み、同年3月にはこれを完了し、工事開始となった。同年12月8日、醤油工場が並ぶ野田町の目抜き通り上に敷設された本線格である野田下町-郵便局前と、下河岸へ向かう支線である野田上町-今上、その途中から分岐して上河岸とを結ぶ野田栄町-中野台が開業し、これに合わせて工場・蔵への引き込み線も敷設された。軌間は762mm、途中に4箇所の交換所が設けられており、上河岸・下河岸にはループ線が設けられていた。
1908年（明治41年）5月になると、野田町醤油醸造組合は当時の県知事である有吉忠一に、野田-柏間の県営鉄道敷設を請願する。有吉は鉄道敷設を大いに推進していたため、1910年（明治43年）8月31日、千葉県は同区間への千葉県営鉄道野田線（現・東武野田線）の敷設を軽便鉄道法によって出願した。これに伴い、野田人車鉄道も接続のため路線の延長を図る。しかし、手続きの遅れからこの延長はなかなか進まず、県営鉄道が野田町駅まで開通したのは1911年（明治44年）5月9日だったのにもかかわらず、人車鉄道が同駅まで開通したのは1913年（大正2年）6月18日であった。また、県営鉄道の建設をきっかけに上河岸・下河岸・人車の業務統一が図られ、1912年（明治45年）7月には丸三運送店（現・総武物流株式会社）が設立される。野田人車鉄道という会社自体は存続したが、以後の実質的な運営は丸三運送店によって行なわれることとなった。
開業当初はあまり輸送量が伸びず、組合の臨時会で利用を促す決議がされるほどであった野田人車鉄道だが、県営鉄道の開業前後からは輸送量も伸び経営も安定していた。そんな野田人車鉄道の転機となったのは、1923年（大正12年）9月1日に発生した関東大震災であった。直接の被害こそなかったが、東京へ入る鉄道が止まってしまったことから、トラック輸送が初めて使われるようになったのである。これ以降、輸送におけるトラックの優位性が認められるようになり、人車はその必要性を急速に失っていった。こうして、1925年（大正14年）9月1日、野田人車鉄道は全線が廃止される。なお、この時点では正式な廃止の認可を得ておらず、書類上での廃止認可・届出はそれぞれ1926年（大正15年）8月25日・9月13日であった。
ただし、野田人車鉄道の廃止後も、人力による醤油の運搬が野田町内から完全に消えたわけではなく、各工場内の引き込み線が構内運搬用に使用されていたほか、工場と野田町駅を結ぶ軌間600mmの専用線が新たに敷設されるなどしていた。
また、野田人車鉄道本社社屋は、後に総武通運（現・総武物流）株式会社本店として使用された。

### 路線データ
- 路線距離：約3.5km（2マイル14チェーン）
- 軌間：762mm
- 複線区間：なし（全線単線）
- 電化区間：なし（全線非電化）

## 運行形態
ダイヤは定められておらず、出荷の状況に合わせて不定期に運行が行なわれていた。そのため、交換設備が無い場所で対向することも多く、その際には積載が少ない方の車両を線路から外して列車交換を行なった。

## 歴史
- 1899年（明治32年）6月1日 - 内務省へ敷設を申請
- 1899年（明治32年）9月27日 - 特許。
- 1900年（明治33年）1月28日 - 会社設立。
- 1900年（明治33年）3月 - 着工。
- 1900年（明治33年）12月8日 - 野田下町-郵便局前、野田上町-今上、野田栄町-中野台が開業。
- 1900年（明治33年）12月27日 - 本社が茂木七郎右衛門の工場内に移転。
- 1908年（明治41年）3月 - 大火で本社が消失。
- 1913年（大正2年）6月18日 - 野田下町-野田町駅が開業。
- 1914年（大正3年）4月29日 - 野田町駅構内に本社が移転。
- 1925年（大正14年）9月1日 - 全線営業廃止。
- 1926年（大正15年）8月25日 - 営業廃止認可[4]。
- 1926年（大正15年）9月13日 - 営業廃止届出。

## 輸送・収支実績
| 年度 | 貨物量（トン） | 営業収入（円） | 営業費（円） | 営業益金（円） | その他益金（円） | 支払利子（円） | 貨車 |
| ---- | -------------- | -------------- | ------------ | -------------- | ---------------- | -------------- | ---- |
| 1908 | 60,773         | 12,448         | 10,657       | 1,791          | 61               |                | 23   |
| 1909 | 33,541         | 12,958         | 12,126       | 832            | 46               |                | 21   |
| 1910 | 36,294         | 13,581         | 10,128       | 3,453          | 利子48           |                | 21   |
| 1911 | 65,895         | 14,686         | 12,696       | 1,990          | 利子30           |                | 25   |
| 1912 | 63,901         | 13,542         | 12,622       | 920            | 利子5            |                | 25   |
| 1913 | 62,485         | 14,278         | 12,604       | 1,674          |                  |                | 25   |
| 1914 | 55,344         | 10,745         | 9,334        | 1,411          |                  | 43             | 25   |
| 1915 | 64,439         | 15,011         | 13,373       | 1,638          |                  |                | 25   |
| 1916 | 70,056         | 16,942         | 15,184       | 1,758          |                  |                | 25   |
| 1917 | 73,139         | 20,396         | 17,687       | 2,709          |                  |                | 25   |
| 1918 | 72,059         | 28,580         | 26,226       | 2,354          |                  |                | 26   |
| 1919 | 78,694         | 47,479         | 44,957       | 2,522          |                  |                | 26   |
| 1920 | 65,933         | 43,955         | 45,265       | ▲ 1,310        |                  |                | 26   |
| 1921 | 77,496         | 54,436         | 52,375       | 2,061          |                  |                | 26   |
| 1922 | 73,588         | 54,166         | 61,133       | ▲ 6,967        |                  |                | 26   |
| 1923 | 91,134         | 42,822         | 41,928       | 894            |                  | 2,667          | 26   |
| 1924 | 96,442         | 37,178         | 38,570       | ▲ 1,392        |                  |                | 26   |
| 1925 | 16,500         | 4,871          | 11,649       | ▲ 6,778        |                  |                | 26   |

以上、『鉄道院年報』『鉄道院（省）鉄道統計資料』に依る。1907年以前は『鉄道局年報』に輸送実績が記録されていない。また、1908年（明治41年）の輸送量については「不自然」との指摘もある。

## 車両
車両はすべて無蓋車で、年度によって多少上下するが、25両前後が存在した。側板などが一切ない簡易なもので、積載重量は2トン（醤油樽70樽分）。これを人夫2人で押した。